# Libor
Libor je mužské křestní jméno latinského původu (lat. Liborius) a nejasného významu.
Dnes se spojuje se jménem Lubor, tj. „libý, líbezný“. Podle českého kalendáře má jmeniny 23. července.

## Libor v jiných jazycích
- Maďarsky: Liborász
- Latinsky: Liborus nebo Liborius
- Italsky: Liborio
- Japonsky: リボル (Riboru)
- Španělsky: Liborio

Dle jiných teorií:
- 1. jméno pocházející ze slova libare – „obětovat“,
- 2. ze jména Liberius, znamenající „svobodný“, „volný“.

## Domácí podoby
Libča, Libek, Liborek, Líba

## Známí nositelé jména
- Liborius (svatý Libor) – biskup, patron města Paderborn
- Libor Ambrozek – bývalý český ministr životního prostředí
- Libor Bouček – český moderátor
- Libor Capalini – český moderní pětibojař
- Libor Došek (fotbalista, 1955) – český profesionální fotbalista
- Libor Došek (fotbalista, 1978) – český profesionální fotbalista
- Libor Hudáček – slovenský lední hokejista
- Libor Charfreitag – slovenský atlet
- Libor Jan – český historik
- Libor Malina – český atlet
- Libor Nováček – český klavírista
- Libor Pěnkava – český lední hokejista
- Libor Pešek – český dirigent
- Libor Pimek – český a belgický tenista
- Libor Pivko – český lední hokejista
- Libor Polášek – český lední hokejista
- Libor Procházka – český lední hokejista
- Libor Radimec – československý fotbalista
- Libor Rouček – český politik
- Libor Sionko – český fotbalový záložník
- Libor Zábranský – český lední hokejista a posléze trenér a majitel klubu Kometa Brno
- Libor Žůrek – český fotbalista